# Conizonia guerinii
Conizonia guerinii là một loài bọ cánh cứng trong họ Cerambycidae.